# RAB8B
RAB8B (англ. RAB8B, member RAS oncogene family) – білок, який кодується однойменним геном, розташованим у людей на короткому плечі 15-ї хромосоми. Довжина поліпептидного ланцюга білка становить 207 амінокислот, а молекулярна маса — 23 584.
| 10         |  | 20         |  | 30         |  | 40         |  | 50         |
| ---------- |  | ---------- |  | ---------- |  | ---------- |  | ---------- |
| MAKTYDYLFK |  | LLLIGDSGVG |  | KTCLLFRFSE |  | DAFNTTFIST |  | IGIDFKIRTI |
| ELDGKKIKLQ |  | IWDTAGQERF |  | RTITTAYYRG |  | AMGIMLVYDI |  | TNEKSFDNIK |
| NWIRNIEEHA |  | SSDVERMILG |  | NKCDMNDKRQ |  | VSKERGEKLA |  | IDYGIKFLET |
| SAKSSANVEE |  | AFFTLARDIM |  | TKLNRKMNDS |  | NSAGAGGPVK |  | ITENRSKKTS |
| FFRCSLL    |  |            |  |            |  |            |  |            |

A: Аланін

C: Цистеїн

D: Аспарагінова кислота

E: Глутамінова кислота

F: Фенілаланін

G: Гліцин

H: Гістидин

I: Ізолейцин

K: Лізин

L: Лейцин

M: Метіонін

N: Аспарагін

P: Пролін

Q: Глутамін

R: Аргінін

S: Серин

T: Треонін

V: Валін

W: Триптофан

Кодований геном білок за функцією належить до фосфопротеїнів. 
Задіяний у таких біологічних процесах, як транспорт, транспорт білків. 
Білок має сайт для зв'язування з нуклеотидами, ГТФ. 
Локалізований у клітинній мембрані, мембрані, цитоплазматичних везикулах.